# 帰ってきたドラえもん
- ドラえもん > 短編漫画（一覧） > 帰ってきたドラえもん
- ドラえもん > 映画 > 原作短編 > 帰ってきたドラえもん

「帰ってきたドラえもん」は、漫画『ドラえもん』の短編エピソードのひとつ（1974年発表）。本作を原作としてテレビアニメが2つ、アニメ映画が2つ作られている。

## 漫画
1974年3月に『小学四年生』4月号にて藤子不二雄名義で発表された。藤本弘による単独執筆作。エピソード名は「帰って来たドラえもんの巻」。全10頁。全77コマ。前号には「さようなら、ドラえもん」が掲載され、その最終頁には「4月号につづきます」と記載されていた。
1975年5月発売のてんとう虫コミックス第7巻に収録された際にエピソード名が「帰ってきたドラえもん」の表記となり、加筆・修正が行われ全12頁、全88コマの作品となった（2009年発売の藤子・F・不二雄大全集4巻にも収録）。
デジタルカラー版
2015年4月に北米で発売された電子書籍『Doraemon』 Kindle Edition 34巻に収録された際に、デジタル彩色技術により全頁がフルカラーで着色された（エピソード名は「Welcome Back Doraemon」）。同年7月に日本で発売された『ドラえもん』デジタルカラー版34巻は同書の日本語版である。

### あらすじ
ドラえもんが未来へ帰ってしまったため、無気力な日々を過ごしていたのび太が、ある日スネ夫から「ツチノコをみつけた」、ジャイアンから「そこでドラえもんと会った」と知らされたことから始まる物語。

## テレビアニメ
漫画を原作としたテレビアニメが2つ作られている。放送日とエピソード名は以下の通り。

### 「帰ってきたドラえもん」（1981年）
1月3日に「'81お正月だよ！ドラえもん」（1月1日から3日連続で放送された特番）内にて放送。漫画の「さようなら、ドラえもん」と「帰ってきたドラえもん」を組み合わせてひとつにした作品。約21分。
1984年12月31日（大晦日）・1994年・1997年のスペシャル放送で再放送された。DVD『ドラえもんコレクションスペシャル 春の4』に収録。
国外での放送
藤子プロが日本国外では本テレビアニメ「帰ってきたドラえもん」を放送しないという方針を採ったため、国外未放送となっている。これを踏まえて、『決定!これが日本のベスト』（テレビ朝日）にて、複数の外国人にこのエピソードを見せ反応をうかがうという企画が行われた。しばしば海外における「幻の最終回」として紹介されることがあるが、日本で発売されているDVDを入手してリージョンフリーまたは日本のリージョンコードに対応しているDVDプレイヤーを使用すれば日本国外でも視聴は可能である。

### 「さようならドラえもん」（2009年）
3月20日に「ドラえもん 30周年スペシャル」内にて放送。漫画の「さようなら、ドラえもん」と「帰ってきたドラえもん」を組み合わせてひとつにした作品。約31分。ジャイアンとの対決は空き地で行われる。

## アニメ映画（1998年）
1998年3月7日に、劇場用アニメ映画『帰ってきたドラえもん』として公開された。同時上映の長編作品は『ドラえもん のび太の南海大冒険』。
漫画の「さようなら、ドラえもん」と「帰ってきたドラえもん」を組み合わせてひとつにした作品。27分。
本作では原作漫画では登場しなかったしずか、ドラミ、のび太のおばあちゃん（のび太の回想シーンのみ）が登場するなどの大幅な追加と変更が行われている。

### 中編シリーズ第1作
渡辺歩が監督する『映画ドラえもん』の中編シリーズ5部作の第1作である。
本作から2002年の『ぼくの生まれた日』までの5作の中編映画は、原作者である藤子・F・不二雄の没後、その心を受け継ごうとする者たちが、原作漫画の中から選んだ作品を映画化したもので、「ドラえもん感動シリーズ」と呼ばれる。この5作で監督を務めた渡辺歩は、後年に『のび太の恐竜2006』の監督も務めた。

### あらすじ
いつものようにジャイアンにいじめられ、ドラえもんに泣きつくのび太。しかし、ドラえもんは憂鬱そうな感じを見せる。実はドラえもんは未来の世界へ帰らなければならなくなったのだ。のび太は必死に止めるがパパの言葉と亡き祖母との思い出のダルマを経て、「ダルマと同じように転んでも起き上がる」ことを思い出し、ドラえもんとの別れを受け入れることにする。
お別れパーティーを終えた後、寝付けないことから夜の町を散歩する2人。ドラえもんが離れている間、のび太は同じように夜の散歩をしていたジャイアンと遭遇。昼間の件から殴ろうとするジャイアンに対し、のび太はドラえもんから心配を払拭させるべく、無謀を承知で単身ジャイアンに挑む。いなくなってしまったのび太を探すドラえもんの目に映ったのは何度殴られてもジャイアンに立ち向かったのび太がジャイアンを根負けさせた光景だった。ボロボロの身ながらも自分だけの力でジャイアンに勝ったことを誇らしげに語るのび太に涙するドラえもんはのび太を連れ帰り、眠ったのを見届けた後、未来の世界に帰還する。
のび太はドラえもんがいない寂しさを噛みしめながら、ドラえもんはのび太との最後の思い出の場所である公園跡地に毎日のように足を運びながら、日々を過ごす。それでも2人はしずかやドラミたちの気遣いもあり、前を向こうとしていた。
そんなある日、のび太はジャイアンから「ドラえもんを見かけた」と教えられる。どら焼きを買い、ドラえもんを探し回るのび太だが、そのドラえもんはスネ夫が化けた偽物であり、全てはジャイアンがエイプリルフールにかこつけて、先日のケンカの仕返しに行ったことだった。悔しさと怒りのあまり、自分を心配して様子を見に来たしずかを意に介さず、落としたどら焼きも置いて逃げ帰ったのび太はドラえもんが残した道具・ウソ800を使い、言ったことを嘘にすることでジャイアンとスネ夫に仕返しするが急に空しくなり、2人を許す。
帰宅したのび太はママに「ドラちゃんには会えたの？」と問われて「ドラえもんは帰ってこない」と返答する。自室に戻ったのび太の目に映ったのは本物のドラえもんであった。ウソ800の効力が残っていた為、ドラえもんは帰ってこないことが嘘になったのだ。のび太を心配して様子を見に来たしずかや大量のどら焼きを持って、お詫びに来たジャイアンとスネ夫もドラえもんと再会を果たし、皆、和解するのだった。

### キャスト
- ドラえもん - 大山のぶ代
- 野比のび太 - 小原乃梨子
- 源静香 - 野村道子
- 剛田武 - たてかべ和也
- 骨川スネ夫 - 肝付兼太
- 野比玉子 - 千々松幸子
- 野比のび助 - 中庸助
- ドラミ - よこざわけい子
- 剛田の母 - 青木和代
- 店員 - 巴菁子
- 子供 - 佐藤ゆうこ

### スタッフ
- 原作 - 藤子・F・不二雄
- 監督・作画監督 - 渡辺歩
- 脚本 - 城山昇
- 美術監督 - 明石聖子
- 撮影監督 - 熊谷正弘
- 録音監督 - 大熊昭
- 音楽 - 菊池俊輔
- 編集 - 岡安肇
- 動画チェック - 原佳寿美
- 色彩設計 - 照屋美和子
- 原画 - 尾鷲英俊、加来哲郎、石井智美、石黒育、福本勝、本多哲、佐々木よし子
- 彩色 - スタジオキリー、ベガエンタテイメント
- 特殊効果 - 前川孝
- リスマスク - マキ・プロ
- アニメーション協力 - 松土隆二、武井健
- 背景 - 土師勝弘、古賀徹、岡部真由美、天水勝、松本吉勝、本多美紀、新井由華、伊藤朱美
- 撮影 - 角原幸枝、山田廣明、倉田佳美、木次美則、鈴木浩司、金子仁
- 編集 - 小島俊彦、中葉由美子、村井秀明、川崎晃洋、三宅圭貴
- 効果 - 横山正和
- 録音スタジオ - APUスタジオ
- ミキサー - 内山敬章
- アシスタントミキサー - 田口信孝
- 音響制作 - オーディオプランニングユー
- 音響制作デスク - 小澤恵
- 音楽協力 - 立原一
- 技術協力 - 森幹生
- タイトル - 道川昭
- 現像 - 東京現像所
- プロデューサー - 増子相二郎、木村純一、梶淳
- 制作協力 - 藤子プロ、ASATSU
- 制作 - シンエイ動画、小学館、テレビ朝日

### 主題歌
- 「青い空はポケットさ」
  - 作詞 - 高田ひろお　作曲・編曲 - 菊池俊輔　歌 - 山野さと子

### 予告映像
予告映像では原作漫画「さようなら、ドラえもん」の最終コマが使用されている。原作漫画では、のび太はドラえもんがいなくなった寂しさを噛みしめながらも乗り越えることを誓っているが、本作の予告映像では、のび太はドラえもんが帰ってくることを願い、ドラえもんの声を聴いて喜んでいる。

### 受賞歴
- 第16回ゴールデングロス賞優秀銀賞[3]。

### 国外での放送
2005年にスペインでテレビ放送された。

## アニメ映画（2014年）
2014年に、劇場用3Dアニメ映画『STAND BY ME ドラえもん』（8月8日公開）内のエピソードのひとつとして映画化された。